# Várszegi Gábor

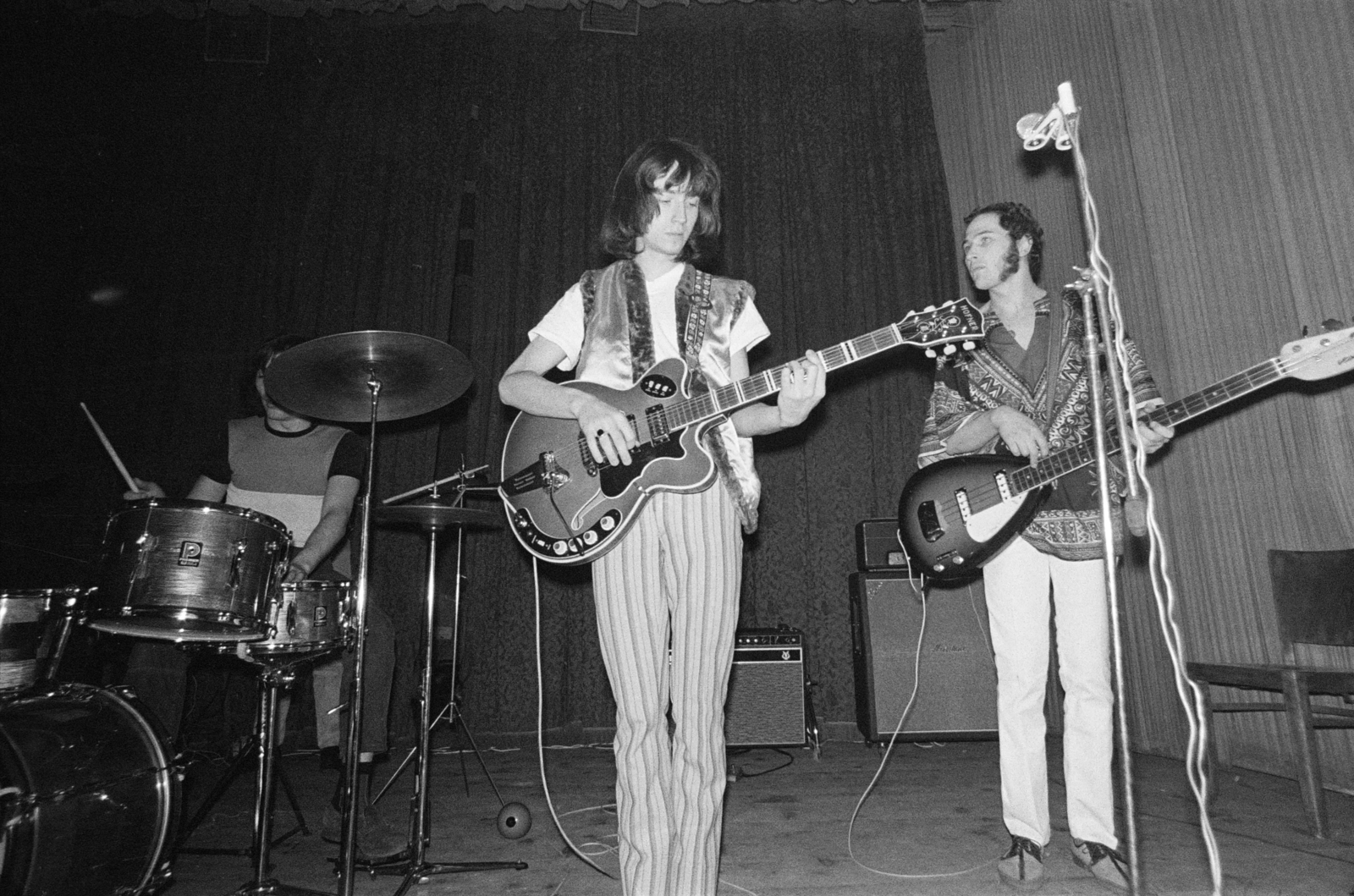
Kékes Zoltán és Várszegi Gábor

Várszegi Gábor (Budapest, 1946. december 25. –) zenész, basszusgitáros, dalszövegíró, üzletember, a Fotex elnök-vezérigazgatója.

## Pályafutása
1964-ben alapított zenekart Gemini néven. Zenés sétahajózásokon vált ismertté együttese, amelyben Várszegi Gábor basszusgitáros volt. A budapesti Gemini-sétahajón az egyik manökenjük Szedres Mariann volt, Várszegi Gábor felkérésére a 70-es években. Akkoriban a Gemini együttes volt az első, aki bemutatóval egybekötött műsort adott. Budapesti klubjuk is alakult a 70-es években, állandóan hatezer taggal, nyáron klubjuk volt a Balaton mellett, különböző vidéki nagyvárosokban, így Miskolcon, Kaposvárott, Nagykanizsán stb. sorra alakultak a Gemini-klubok. Rajongóik tábora napról napra nőtt és mindezt elérték egyetlen hanglemez, rádió- vagy tv-fellépés nélkül.
Kizárólag nyugati slágereket játszott az együttes, angol szöveggel, nagy sikerrel. Később Victor Máté hatására kezdtek el magyar dalokat komponálni. Victor Máté motiválta a zenekart, Livia című szerzeményével, hogy kezdjenek magyar nyelvű dalokat írni. A hetvenes években már az egyik legnépszerűbb zenekar volt a Gemini együttes.
Külsős szövegíró hozta a verseket, de aztán Várszegi Gábor is besegített. Az együttesnek megjelentek első lemezei, rádiófelvételei, több musicalben is részt vettek, például: a Képzelt riport egy amerikai popfesztiválról, Villon és a többiek, A Fekete tó legendája című rockmusical, Holnaptól nem szeretlek zenés rádiójáték 1974-ben, 1977-ben készült a Bolond Istók című rockopera, szintén Victor Mátéval dolgozott az együttes. Felléptek Moszkvában is, ahová orosz nyelvű műsort vittek, melyben megzenésített Puskin- és Majakovszkij-versek is szerepeltek.
Az országot bejárták (Gemini klubok) és Bécstől Habarovszkig a „környéket”. Legnépszerűbb dalaik a korabeli Deep Purple-, Santana-, Bee Gees-slágereken kívül a Vándorlás a hosszú úton, Néked csak egy idegen, Azon a szombat éjszakán, Semmi sem tart örökké stb. voltak.
Legnagyobb slágerük a Vándorlás a hosszú úton. A Geminiben tíz évig Várszegi Gábor vitte az üzleti ügyeket, az ORI-ban éppúgy, mint a vidéki művelődési házakban.
A Gemini tíz év után jutott el odáig, hogy nagylemeze (LP) legyen. Ám alighogy elkészült az album, Várszegi összekülönbözött a többiekkel. Vikidál Gyulát, az akkor még ismeretlen énekest akarta behozni a csapatba, de a többiek nem értettek vele egyet. Nem sokkal a kilépését követően a Gemini fel is oszlott.
1975-ben a Gemini együttesből kivált a korábbi vezető. 1977-ben Várszegi Gábor tag volt a Ki mit tud?-győztes Color együttesben.
Várszegi Gábor 1981-ben az Amerikai Gemológiai Intézetben tanult, ahol gyémántkereskedőket is képeznek.
Várszegi Gábor tanulmányai befejezése után az American Diamond Company elnökévé nevezték ki. 1982-ben a Blackburn International Inc. vezetője lett. A nyolcvanas években az Egyesült Államokban egy gyémántokkal foglalkozó cég elnöke lett. Hazatérve 1984-ben alapította a Fotexet. amely expressz fotókidolgozással foglalkozott, és 14 boltból álló hálózattal kezdett. Később Várszegi magyar vállalatokat szerzett meg, például az Ofotért, a Domus, a Hungaroton, a Keravill, vagy az Azúr. Indított továbbá internetes áruházat, de szoftvercéget is. A Concord Zrt. többségi tulajdonosa
Sportbefektetőként volt már a Fradi és az MTK tulajdonosa is Várszegi Gábor. Az MTK csapat mélypontján érkezett, kiestek az NB I-ből és anyagilag is csődközelben voltak. Szerződtette a korszak legjobb magyar játékosait, rengeteg pénzt költött a csapatra. Érkezése után az első ünnep az NB II fölényes megnyerése volt (1994–1995), majd 16 év sikere után új tulajdonosoknak adta át a magyar labdarúgás második legeredményesebb együttesét. A 2011-ig tartó időszakot Várszegi-érának nevezték el a klubnál.
A futballban leginkább az utánpótlás-neveléshez kötődött Várszegi neve, ő alapította a Sándor Károly Labdarúgó Akadémiát. Az alapítás előtt végigjárta a világ 25 legjelentősebb akadémiáját, mindenhol alaposan áttanulmányozta az intézmények szervezetét, működését. Elköteleződését pedig az jellemezte, hogy az Akadémia megalapításától fogva a képzést helyezte az MTK-modell középpontjába, és folyamatosan látogatta az edzéseket, mérkőzéseket, ismert minden játékost.
A Fotex átvette a csődbe jutott Magyar Hanglemezgyártó Vállalat, a Hungaroton archívumát is, digitalizálta, és a mai napig hozzáférhetővé teszi. A Fotex igazgatótanácsában együttműködött Bródy Jánossal egy ideig.
A 2000-es években a sikeres Fotex-évek után sorra adta el és számolta fel magyarországi vállalkozásait. Legutóbb például a Balaton bútorgyárat adta el, így ma már üzlethelyiségein és a SUGÁR Üzletközponton kívül csak az Ajka Kristály tartozik érdekeltségi körébe. A 2000-es évek elejétől kezdve fokozatosan leépítette a kereskedelmi tevékenységét, és ingatlanhasznosító cégcsoporttá alakult.
Várszegi Gábor ingatlanos cégétől egy európai befektetési alap vásárolta meg a budapesti Fotex Plázát 2021-ben, megközelítőleg kilencmilliárd forintért (25 millió euróért). A Fotex Ingatlan Zrt.-ben százszázalékos tulajdonrésze van Várszegi Gábornak. A 6000 négyzetméteres, 25 éves irodaházat egy európai befektetési alap vásárolta meg.
Várszegi Gábor üzletei súlypontját külföldre helyezte át. 2009 óta Hollandiában és Kaliforniában tölti idejének nagy részét, és innen irányítja a Fotexet, amelynek budapesti vezetője – FOTEX Holding SE – fia, Dávid. Lányai külföldön élnek.

#### Könyvek
- Fotex: élet és birodalom címmel 2002 ben Szakács Gábor írt könyvet Várszegi Gáborról.[11]
- Demján Sándor 2007-ben írt könyvet A 150 leggazdagabb Magyarországon címmel, többek közt Várszegi Gáborról is.[12]

#### Dalok
Egy hajdani zenésztárs szerint az Omega együttes szövegírója is volt (Gammapolis). 25 év elteltével került nyilvánosságra, hogy Bródy János, illetve más zenész barátok kérték meg, adja nevét azokhoz a dalokhoz, amelyeket Bródy írt. A szomszédjában lakó Várszegi Gábort Bródy János javasolta az Omega együttesnek. Nyilatkozata: „Nagyon izgalmas kihívás volt, hogy tudok-e úgy írni szövegeket, hogy mindenki teljes természetességgel Omega-szövegnek gondolja. Úgy tűnik, hogy sikerült”.
Várszegi Gábor azonban, aki akkor már a Fotex Rt.-nek is alapítója, majd az ország leggazdagabb embere volt, Amerikában él, nem nyilatkozott.